# Mike Blair
Michael Robert Leighton Blair (Edimburgo, 20 de abril de 1981) es un ex–jugador británico de rugby que se desempeñaba como medio scrum. Fue internacional con el XV del Cardo de 2002 a 2012 y actualmente es su entrenador de backs, bajo el mando de Gregor Townsend.

## Selección nacional
Representó al seleccionado juvenil y también fue convocado a Escocia A.
Fue seleccionado al XV del Cardo por primera vez en junio de 2002, debutó contra los Canucks y disputó su último partido en noviembre de 2012 contra los Springboks.
Se ubica como uno de los máximos representantes de su seleccionado. En total jugó 85 partidos y marcó 35 puntos, productos de siete tries.

### Participaciones en Copas del Mundo
| Mundial                       | Sede          | Resultado        | PJ | Tries |
| ----------------------------- | ------------- | ---------------- | -- | ----- |
| Copa Mundial de Rugby de 2003 | Australia     | Cuartos de final | 1  | 0     |
| Copa Mundial de Rugby de 2007 | Francia       | Cuartos de final | 4  | 0     |
| Copa Mundial de Rugby de 2011 | Nueva Zelanda | Fase de grupos   | 3  | 1     |

### Leones británicos
Su compatriota Ian McGeechan lo convocó para la Gira a Sudáfrica de 2009. Blair no jugó ninguno de los test matches.